# 伊藤くん A to E
『伊藤くん A to E』（いとうくんエー・トゥ・イー）は、柚木麻子による日本の小説。『GINGER L.』2011 WINTER 05号から2012 WINTER 09号まで連載され、加筆・修正したうえで2013年9月27日に幻冬舎から出版された。
2017年に毎日放送の制作により、TBSほか一部同系列局で放送の「ドラマイズム」にて木村文乃主演でテレビドラマ化され、2018年には岡田将生と木村文乃のW主演で映画化された。 

## 登場人物
島原 智美
[A]伊藤に長い間片思いするが、粗末に扱われ続けるデパート勤務の美人。
野瀬 修子
[B]伊藤からストーカーまがいの好意を持たれてブチ切れる、バイトに身の入らないフリーター。
相田 聡子
[C]伊藤の童貞を奪う、男が切れたことのないデパ地下ケーキ店の副店長。
神保 実希
[D]処女を理由に伊藤にふられるも、友人の売れっ子放送作家を初体験の相手に選ぶ大学職員。
矢崎 莉桜
[E]伊藤が熱心に勉強会に通う、すでに売れなくなった33歳の脚本家。
伊藤 誠二郎
本作品の狂言回し。27歳。見た目はいいが、自己中心的。自分は傷つきたくないくせに、人は平気で傷つける。

## 書誌情報
- 単行本：2013年9月27日、幻冬舎、ISBN 978-4-344-02458-8
- 文庫本：2016年12月6日、幻冬舎文庫、ISBN 978-4-34-442555-2

## テレビドラマ
2017年8月から毎日放送の制作により、TBSほか同系列の一部で、深夜ドラマ枠「ドラマイズム」の作品として放送。全8話。主演は木村文乃。
木村演じる「Eの女」矢崎莉桜が開いたトークショーの恋愛相談企画にAからDの女が順次訪れ、それぞれが「伊藤くん」のことを矢崎に相談し、矢崎が見知らぬ伊藤の顔に身の回りの男たちを当てはめて脳内再生していくという形式になっており、岡田将生演じる伊藤本人は終盤まで登場しない。

### キャスト（テレビドラマ）
- 矢崎莉桜（E）：木村文乃　4年前、ドラマ『東京ドールハウス』をヒットさせた脚本家
- 島原智美（A）：佐々木希　高級革製品店の店員
- 野瀬修子（B）：志田未来　学芸員を目指しながら学習塾で事務のアルバイトをしている
- 相田聡子（C）：池田エライザ　タルト店の主任店員
- 神保実希（D）：夏帆　相田の中学時代からの親友、大学院生
- 沖田：山田裕貴　『東京ドールハウス』の主演俳優
- 久住健太郎：中村倫也　矢崎の後輩の脚本家、通称クズケン
- 田村伸也：田中圭　『東京ドールハウス』のプロデューサー
- 宮田真樹：山下リオ　野瀬のルームメイト、スタイリスト
- 伊藤誠二郎：岡田将生

### スタッフ（テレビドラマ）
- 原作 - 柚木麻子『伊藤くん A to E』（幻冬舎文庫）
- 総監督 - 廣木隆一
- 監督 - 毛利安孝、稲葉博文
- 脚本 - 喜安浩平、船橋勧、松井香奈、青塚美穂
- 音楽 - 遠藤浩二
- 主題歌 - ベリーグッドマン「Pain, Pain Go Away feat. MUTSUKI from Softly」（ユニバーサルJ）
- エンディングテーマ - スピッツ（ユニバーサルJ）
  - 「冷たい頬」（第1〜2話）
  - 「スパイダー」（第3〜4話）
  - 「さらさら」（第5〜6話）
  - 「運命の人」（第7〜8話）
- ビジュアルエフェクト - ビッグエックス
- 技術協力 - IMAGICA
- 美術協力 - テレビ朝日クリエイト
- 音響効果・MA - シネマサウンドワークス
- 編集 - アムレック
- プロデューサー - 松本桂子（ドリマックス）、尹楊会（毎日放送）、成瀬保則（博報堂DYミュージック&ピクチャーズ）、行実良（バップ）
- チーフプロデューサー - 浅野敦也、丸山博雄
- 総合プロデューサー - 春名慶
- 製作 - 「伊藤くん A to E」製作委員会（毎日放送、博報堂DYミュージック&ピクチャーズ、バップ、ユニバーサルミュージック）
- 制作プロダクション- ドリマックス・テレビジョン

### 放送日程
| 各話   | 放送日   | 放送日   | サブタイトル                     | サブタイトル | 脚本     | 監督     |
| 各話   | 毎日放送 | TBS      | サブタイトル                     | サブタイトル | 脚本     | 監督     |
| ------ | -------- | -------- | -------------------------------- | ------------ | -------- | -------- |
| 第1話  | 8月21日  | 8月16日  | Aぞんざいに扱われる女 島原智美   | 前編         | 喜安浩平 | 廣木隆一 |
| 第2話  | 8月21日  | 8月23日  | Aぞんざいに扱われる女 島原智美   | 後編         | 喜安浩平 | 廣木隆一 |
| 第3話  | 8月28日  | 8月30日  | B自分の殻に閉じこもる女 野瀬修子 | 前編         | 船橋勧   | 毛利安孝 |
| 第4話  | 9月04日  | 9月06日  | B自分の殻に閉じこもる女 野瀬修子 | 後編         | 船橋勧   | 毛利安孝 |
| 第5話  | 9月11日  | 9月13日  | C愛されたい女 相田聡子           | 前編         | 松井香奈 | 稲葉博文 |
| 第6話  | 9月18日  | 9月20日  | C愛されたい女 相田聡子           | 後編         | 松井香奈 | 稲葉博文 |
| 第7話  | 9月25日  | 9月27日  | D高学歴の鉄壁女 神保実希         | 前編         | 青塚美穂 | 稲葉博文 |
| 最終話 | 10月02日 | 10月04日 | D高学歴の鉄壁女 神保実希         | 後編         | 青塚美穂 | 毛利安孝 |

### 放送局（テレビドラマ）
| 放送期間                 | 放送日時 | 放送局     | 放送対象地域 | 備考                    |
| ------------------------ | --- | ---------- | ------------ | ----------------------- |
| 2017年8月16日 - 10月4日  | 水曜 1:28 - 1:58（火曜深夜） | TBSテレビ  | 関東広域圏   | 第1話は製作局より先行   |
| 2017年8月21日 - 10月2日  | 月曜 0:50 - 1:20（日曜深夜） | 毎日放送   | 近畿広域圏   | 製作局                  |
| 2017年8月21日 - 10月9日  | 月曜 0:50 - 1:20（日曜深夜） | 北海道放送 | 北海道       | 第1話のみ臨時同時ネット |
| 2017年9月22日 - 11月10日 | 金曜 1:00 - 1:30（木曜深夜） | 熊本放送   | 熊本県       |                         |
| 2017年10月2日 - 10月18日 | 第1・2話：10月2日 23:56 - 翌0:56 第3話：10月3日 23:56 - 翌0:26 第4話：10月5日 0:11 - 0:41（4日深夜） 第5話：10月5日 23:56 - 翌0:26 第6話：10月12日 0:11 - 0:41（11日深夜） 第7話：10月12日 23:56 - 翌0:26 第8話：10月18日 0:11 - 0:41（17日深夜） | 中国放送   | 広島県       |                         |

| 毎日放送・TBS ドラマイズム | 毎日放送・TBS ドラマイズム | 毎日放送・TBS ドラマイズム |
| 前番組                     | 番組名                     | 次番組                     |
| -------------------------- | -------------------------- | -------------------------- |
| マジで航海してます。       | 伊藤くん A to E            | 恋する香港                 |

## 映画
2018年1月12日公開。主演は岡田将生と木村文乃。テレビドラマ版と同時進行で企画・製作された。
ドラマ版では原作小説同様に「伊藤くん」を狂言回しとしてA～Dの女たちを主人公としていたが、映画では岡田演じる「伊藤くん」と木村演じる「Eの女」矢崎をダブル主人公として、ドラマ（および原作）と同じ出来事の裏側を伊藤の視点で描いていくシーンが挿入されるなど、オリジナル性の強いストーリーとなっている。

### キャスト（映画）
- 伊藤誠二郎：岡田将生
- 矢崎莉桜（E）：木村文乃
- 島原智美（A）：佐々木希
- 野瀬修子（B）：志田未来
- 相田聡子（C）：池田エライザ
- 神保実希（D）：夏帆
- 塾長（伊藤のおじ）：田口トモロヲ
- 久住健太郎（クズケン）：中村倫也
- 田村伸也：田中圭
- 宮田真樹：山下リオ
  - 戸田昌宏、岡本夏美、長田成哉、山田キヌヲ、白石糸、吉谷彩子、日中泰景 ほか

### スタッフ（映画）
- 監督：廣木隆一
- 原作：柚木麻子『伊藤くん A to E』（幻冬舎文庫）
- 脚本：青塚美穂
- 音楽：遠藤浩二
- 主題歌：androp 「Joker」
- 撮影：桑原正祀
- 照明：北岡孝文
- 録音：深田晃
- 美術：宮原奈緒美
- 装飾：稲葉裕輔
- 衣装：金順華
- ヘアメイク：永江三千子
- 編集：野本稔
- 視覚効果：松本肇、デジタルクローバー（東京現像所VFX）
- 記録：柳沼由加里
- 監督補：稲葉博文
- 制作担当：小沼秀剛
- 技術協力：IMAGICA
- 美術協力：テレビ朝日クリエイト
- ポスプロ：アムレック
- MA：シネマサウンドワークス
- 企画協力：幻冬舎
- 製作者：村田嘉邦、竹田青滋、瀬井哲也、楮本昌裕
- 総合プロデューサー：春名慶
- チーフプロデューサー：浅野敦也、丸山博雄
- プロデューサー：松本桂子、尹楊会、成瀬保則、行実良
- 配給 - ショウゲート
- 制作プロダクション - ドリマックス・テレビジョン